# 保育

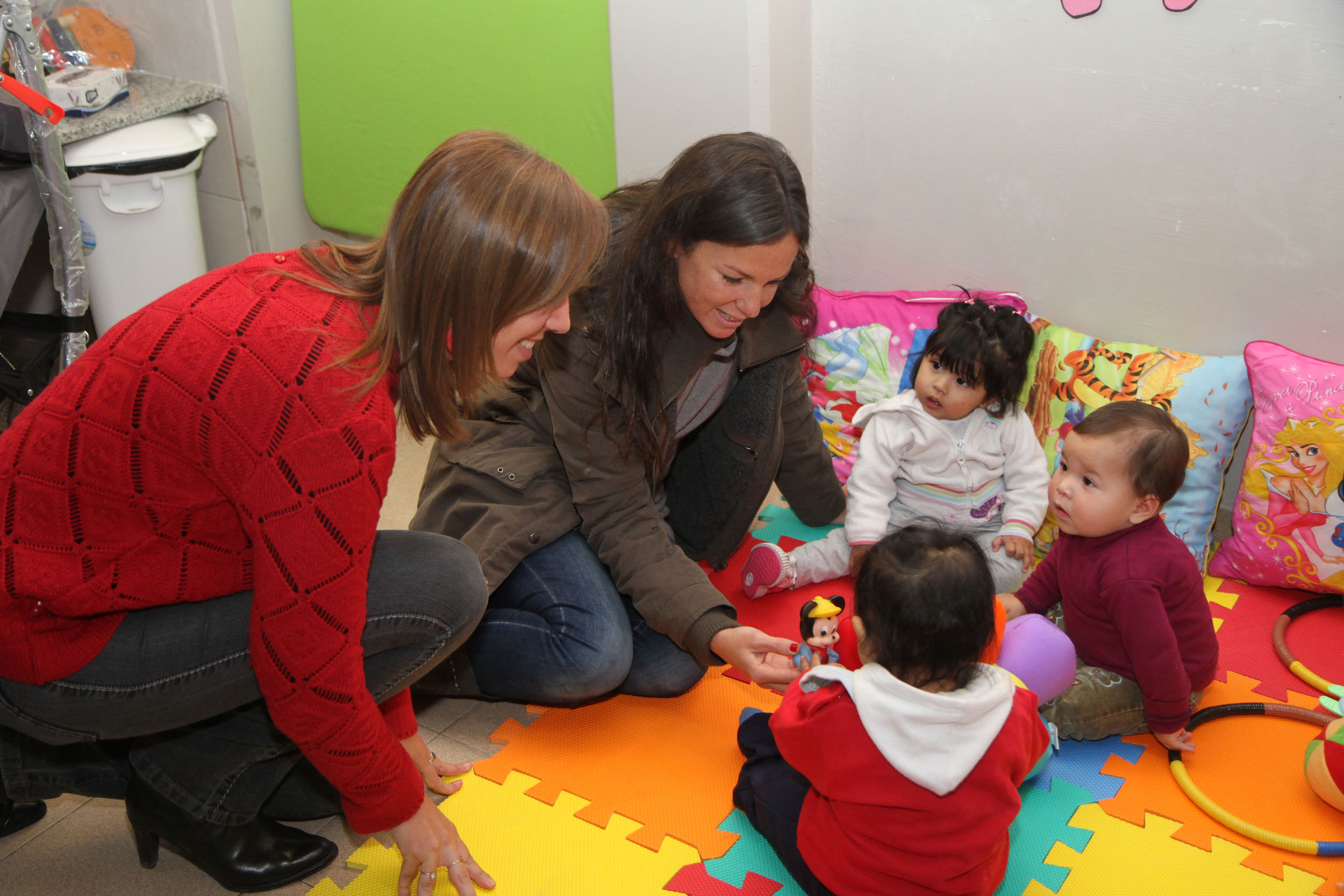
ブエノスアイレス・ビジャ・ソルダーティ周辺のスタンレー·カロライナ幼児センター

保育（ほいく）は、乳幼児を適切な環境のもとで健康・安全で安定感をもって活動できるように養護するとともに、その心身を健全に発達するように教育することである。
保育は基本的に、乳幼児（つまり乳児および幼児）を養護し教育することであり、「養護」と「教育」が一体となった概念である。家庭で行われている育児（子育て）は、通常、子どもの命を守り、衣・食・住の世話をする「養護」の機能と、言葉や生活に必要なことを教える「教育」の機能を併せ持つ。これを保育と呼んでいるのである。

## 日本

### 法規・制度 等
保育所に関する規定がなされている児童福祉法では、保育における「教育」には、「義務教育及びその後の教育の基礎を培うものとしての満3歳以上の幼児に対する教育」は含まれていない。
学校教育法では第22条において、幼稚園の目的を、「義務教育及びその後の教育の基礎を培うものとして、幼児を保育し、幼児の健やかな成長のために適当な環境を与えて、その心身の発達を助長すること」と定めている。「義務教育及びその後の教育の基礎を培うものとしての満3歳以上の幼児に対する教育」、すなわち就学前教育は幼稚園が担っている。
保育所における保育の内容については、厚生労働省の定める保育所保育指針に規定されている。これは、文部科学省が定める幼稚園教育要領と内容の整合性が図られており、就学前教育として保育園と幼稚園は同じ目標を持つ。
幼稚園教育要領および保育所保育指針では、保育の内容を基礎的事項と教育の5領域（健康、人間関係、環境、言葉、表現）に分けて規定している。
児童福祉法では、第24条において、「児童の保育に欠けるところがある場合において、保護者から申込みがあったときは、それらの児童を保育所において保育しなければならない。」とあり、保育が本来、家庭で行われるべきものであることを前提としている（但し、2006年時点での3歳から5歳児の保育所入所児と幼稚園入園児の合計の同年齢層人口比は87.5%に達しており、前記の理念と現実との乖離は著しい）。
小学校においても、10歳までは自立が困難であり、教育は基本的に養護の機能を含んだ保育である必要があるともいわれている。
また、児童福祉法における児童とは、満18歳に満たない者をいい、特に必要があると判断された場合は、保育所で保育を行うことができる。（児童福祉法第39条第2項）
共働きなどで保護者が家庭に不在等の家庭の子供を預かって、保護者による育児の代替を保育所等で提供する場合は、原則として小学校入学までは保育所において保育士（かつての保母・保父）が保育にあたり、小学校入学後は放課後に放課後児童クラブ（放課後児童健全育成事業）制度により実施される。

### 保育所以外の保育施設
- 認可外保育施設 - ベビーホテル、駅型保育所、駅前保育所等のいわゆる無認可保育所の他、その他の法令や通知で規定された事業所内保育所、病院内保育所、へき地保育所（市町村が山間部等に設置）、季節保育所がある。
- 保育ママ - 両親の就労等で保育に欠け、かつ保育所に入所できない主に3歳未満の児童を保育者の居宅で保育する通所の施設、又は保育者。
- 幼稚園 - 「義務教育及びその後の教育の基礎を培うものとしての満3歳以上の幼児に対する教育」を行う「教育・保育施設」である[3]。
- 認定こども園 - 幼稚園型認定こども園、幼保連携型認定こども園（幼稚園部分）、地方裁量型認定こども園は保育所に該当しないが「教育・保育施設」である[3] 。

### 保育サービス形態
- 一時保育 - 保護者が就業、学業、介護などで保育が出来なくなったとき、一時的に子供を預かって行う保育。週に3日以内。
- 緊急一時保育 - 保護者が、死亡、出産などで急に保育が出来なくなったときに実施される保育。
- 休日保育 - 日曜日、祝日、年末年始に保護者が仕事、病気などで保育が出来なくなったときに行われる保育。
- 延長保育 - 勤務時間等の関係で閉所時間までに子供を迎えに来られない保護者のために、閉所時間を過ぎて子供を預かること。居残り保育ともいう。
- 早朝保育 - 勤務時間等の関係で開所時間前にしか子供を預けられない保護者のために、開所時間前に子供を預かること。
- 預かり保育 - 幼稚園で終業後に実施される一種の補講又は課外活動。

### 保育方法
- 縦割り保育(異年齢保育) - 普段は同年齢集団（＝年齢別保育）の子達が特定の曜日に他の年齢のクラスの子供たちと一緒に保育を受けること。クラス単位の交流になる。混合保育ともいう。
- 異年齢保育 - 年上への憧れ、年下を守護する心を育てるため、3歳から5歳までの子供たちが異年齢の集団で保育を受けること。保育環境や都合、子供の集団保育への慣れ具合などにより、2歳児を含める場合がある。なお、異年齢保育をうたっている保育園においても、異年齢保育のみに終始しているケースは少なく、多くは縦割り保育同様、年齢別（場合によっては習熟度別のクラス）と異年齢を併用をしている。そのため、保育の方法論の一つと考えられ「形態」と呼ぶには疑問がある。
- 複式保育 - 例えば4歳児と5歳児を同じクラスにして、一緒に保育を行う事。へき地保育所・小規模認可保育所・認可外保育施設等の入所児の少ない施設に見られる。
- 合同保育 - 異なる施設間での園児の交流を目的に行われる保育をいう。施設相互間での単発行事的な実施の他、幼保連携型認定こども園では日常的に実施される。
- 自由保育 - 予めプログラムを立案せず、園児が自由に遊ぶ事を中心とした保育。
- 一斉保育 - 年間・月間・毎日のプログラムを立案し、それを元に行う保育。